# Сексуальные игрушки

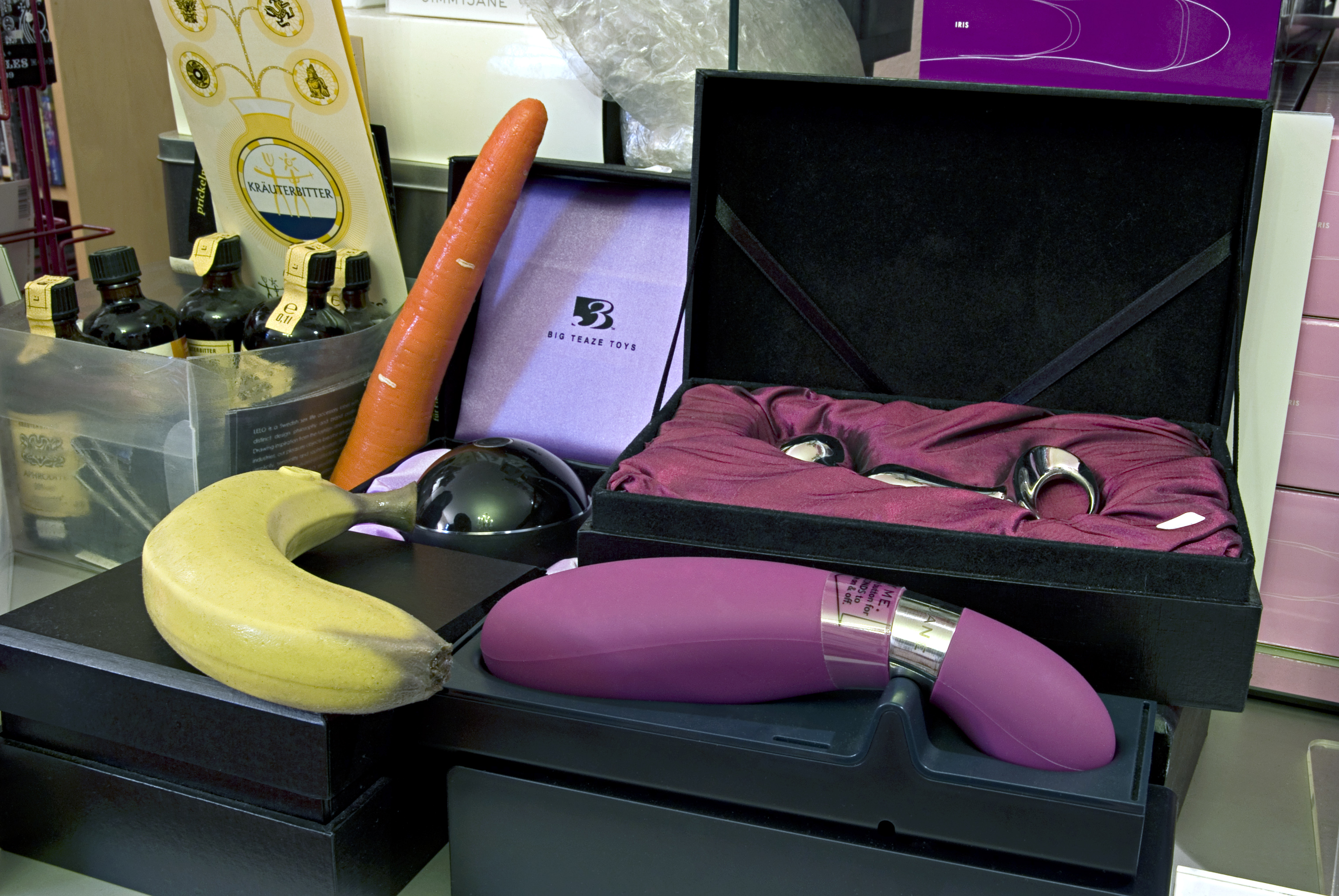
Разнообразие сексуальных игрушек

Сексуа́льные игру́шки — объекты и приспособления, используемые человеком для удовлетворения эротических и сексуальных потребностей. Наиболее популярные и часто используемые в сексуально-эротических играх предметы — вибраторы, стимуляторы и массажёры: заменители рук, влагалища или пениса, изготовленные в виде точных или силуэтных копий человеческих половых органов.
К этой категории предметов можно отнести: подвески, хлысты и плети, ошейники и маски, специализированные цепи и полицейские наручники, ремни и пряжки, некоторые виды одежды и нижнего белья, предметы мебели и обихода, используемые в сексуальных играх. К сексуальным игрушкам не относятся презервативы и другие контрацептивы, а также порнографические материалы.
Сексуальные игрушки используются для достижения сексуального удовлетворения у супружеских пар при наличии медицинских проблем одного или обоих партнёров, для устранения психологической скованности при близости партнёров в постели или для того чтобы разнообразить сексуальную жизнь. Также сексуальные игрушки используются одинокими людьми, которые в силу различных причин не могут или не хотят найти себе партнёров для секса.

## История

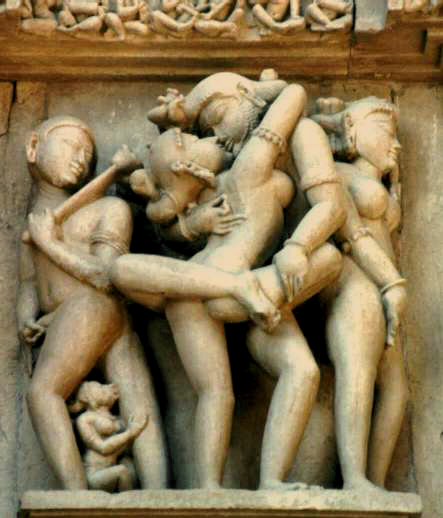
Скульптурные изображения храма любви. Индия. Крайняя фигура мужчины держит в руке фаллоимитатор

Ещё с доисторических времён человечество использовало для возбуждения и эротических развлечений игрушки. Это были жреческие символы и традиционные предметы религиозных культов храмов любви в древней Индии. Известно об использовании искусственных фаллосов в Риме и Греции. Древние египтяне 2500 лет назад использовали искусственный пенис.
Немецкие археологи выставили на обозрение самый древний фаллос в мире: его возраст оценивают примерно в 28 тыс. лет. Фаллос был обнаружен археологами, занимающимися раскопками в пещере Hohle Fels (дословно — «Пустая скала») на юго-западе Германии. Его длина составляет 19,2 см, ширина — около 4 см, а вес — 280 г. Пенис выточен из камня с очень хорошо отполированной поверхностью. Такого древнего изображения мужских половых органов в Европе ещё не находили. По всей видимости, заявили учёные, скульптура принадлежала неандертальцу, жившему в пещерах на юго-западе современной Германии. По их словам, каменный член мог служить сексуальной игрушкой. Однако, известно также, что половой член в первобытном обществе был символом плодородия и продолжения рода (то есть ему поклонялись, а не использовали как сексуальную игрушку, см. Лингам).

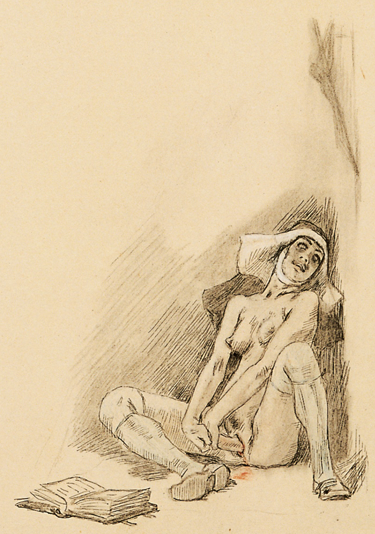
Карикатура: Игры монашки с фаллоимитатором (Фелисьен Ропс)

Идею вибратора приписывают мельничихам, которые присаживались на вибрирующие рукояти мукомольных машин. В «Музее секса» города Нью-Йорка (США) среди множества уникальных экспонатов демонстрируется механический табурет-вибратор. Современные вибраторы и фаллоимитаторы намного совершеннее своих прототипов. Каталог современных вспомогательных сексуальных средств для взрослых, продаваемых в специализированных магазинах, очень разнообразен. От различных моделей вибраторов, колец для пениса, вагинальных шариков, ароматизированных массажных масел, надувных кукол, разных приспособлений для мастурбации, до атрибутов БДСМ-практики и сексуального белья.

## Разновидности

### Вибраторы

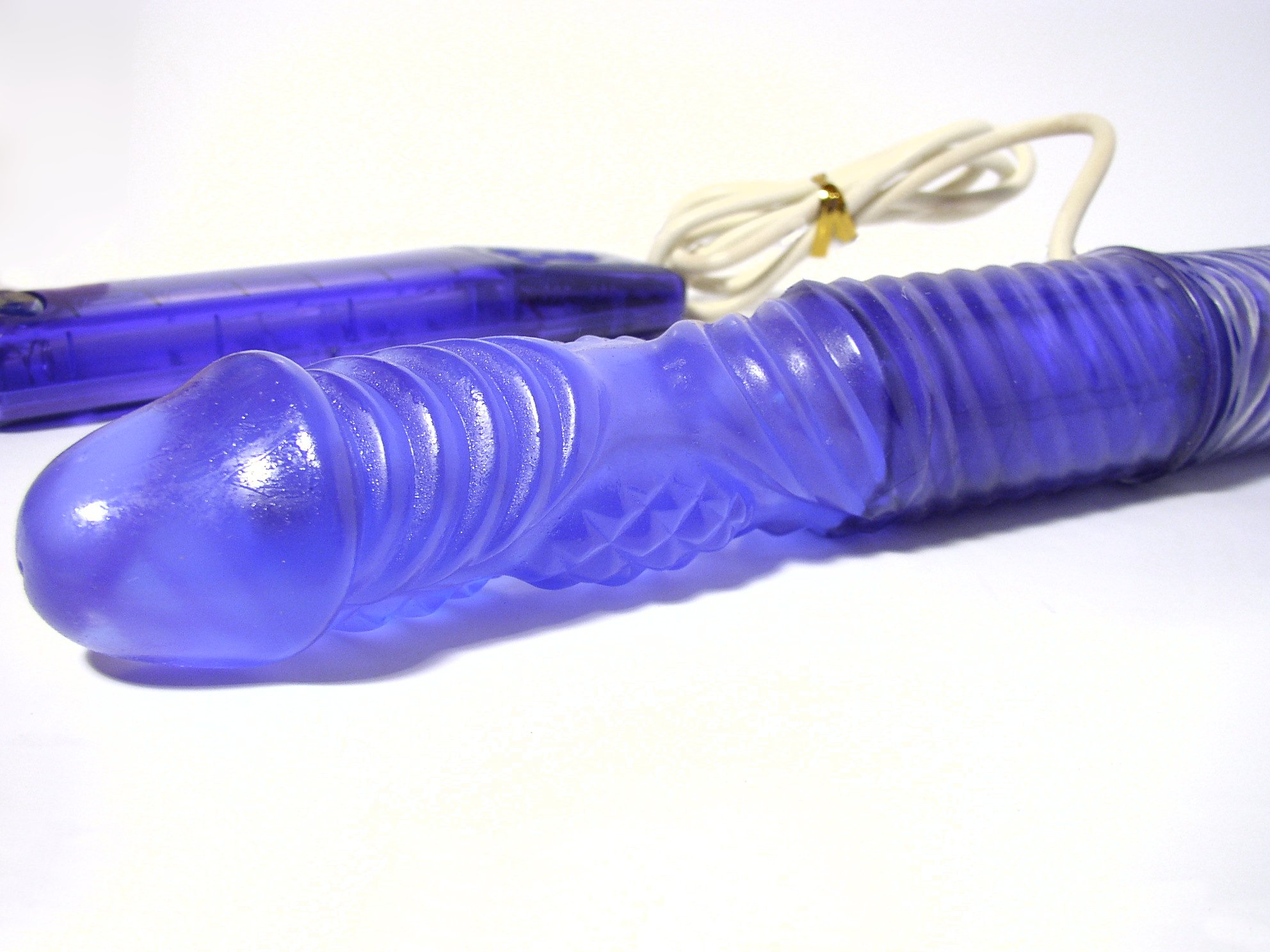
Вибратор

Вибратор — электромеханическое изделие, предназначенное для массажа вагины, клитора или заднепроходного канала. Соответственно, существует три вида вибраторов: клиторальные, вагинальные и анальные, а также комбинированные. Многие модели имеют форму эрегированного пениса.
Отдельно следует отметить вибраторы для стимуляции точки G. Такие вибраторы имеют специальную изогнутую форму, за счёт которой обеспечивается глубокая стимуляция точки G.

### Фаллоимитаторы
Фаллоимитатор — специальное изделие, которое имитирует возбуждённый мужской половой член (фаллос). Применяется как при мастурбации, так и при половом акте. Существует большое разнообразие моделей фаллоимитаторов, различающихся по цвету, размерам, форме, функциональному предназначению.
Страпон — фаллоимитатор, прикреплённый к трусикам ремешками.

### Анальные стимуляторы

Анальная пробка

Анальная пробка — фаллоимитатор, предназначенный для введения в анальное отверстие. Служит для стимуляции ануса, расслабления перед анальным сексом или для сужения влагалища. Последнее может использоваться как для женщин с широким влагалищем (например, когда мышцы влагалища ослаблены после родов), так и просто для усиления ощущений во время секса. Существуют декорированные анальные пробки, (например, в форме конского хвоста, лисьего хвоста или хвоста кролика).

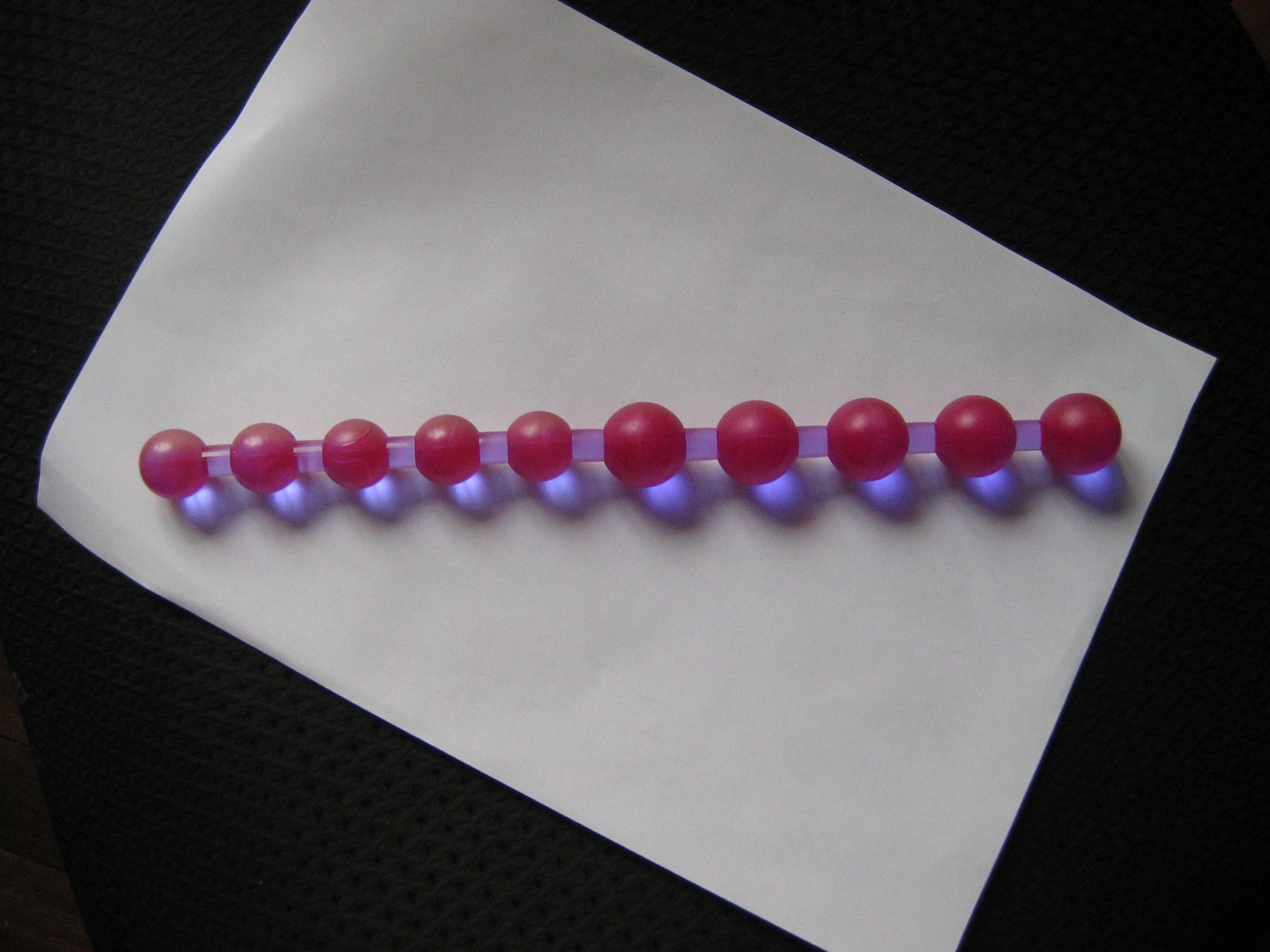
Двусторонняя анальная цепочка

Анальная цепочка — сексуальная игрушка, служащая для стимуляции ануса. Анальная цепочка представляет собой несколько шариков, соединённых последовательно между собой жёсткими или гибкими перемычками.
Массажёр простаты — вибратор, служащий для массажа простаты. Отличается изогнутой формой. Применять массажёр простаты рекомендуют не только по назначению врача, но и для профилактики простатита.

### Искусственные вагина и анус
Искусственная вагина — сексуальная игрушка, служащая для стимуляции полового члена. По форме изготавливается похожей на женские половые органы. Искусственные вагины изготавливаются из мягких, эластичных материалов, иногда дополняются вибратором, нагревателем, отсеком для добавления смазки. Все это делается для создания максимально реалистичной модели влагалища.

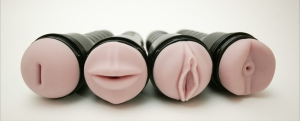
Мастурбатор Fleshlight.
Pink Stealth, рот, вагина, анус.

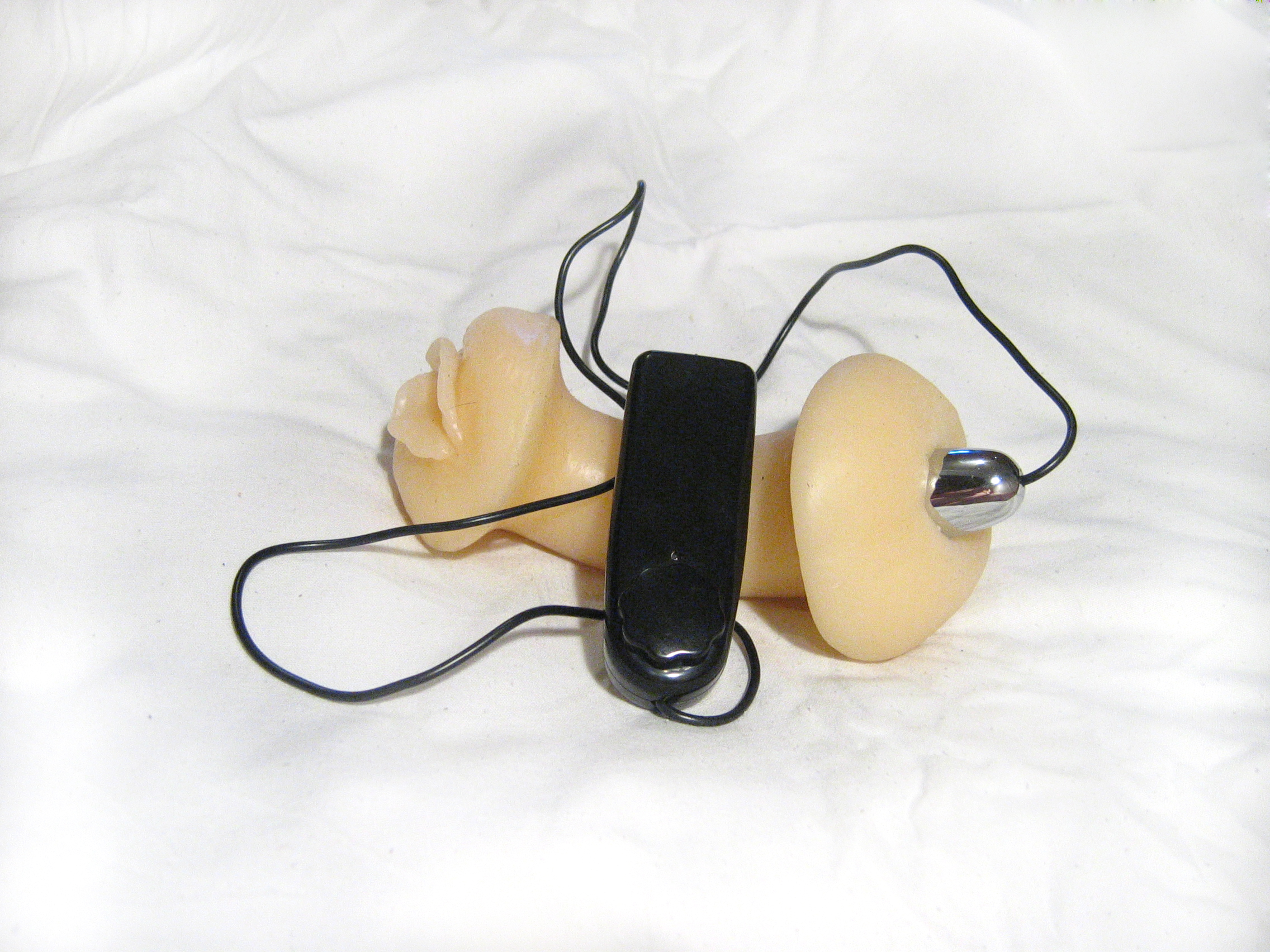
Искусственная вагина и анус с вставленным в него виброяйцом

Искусственный анус — сексуальная игрушка, моделирующая анус, подобно искусственной вагине изготавливается из мягких эластичных материалов. Встречаются комбинированные вагина и анус.

### Кольца и насадки

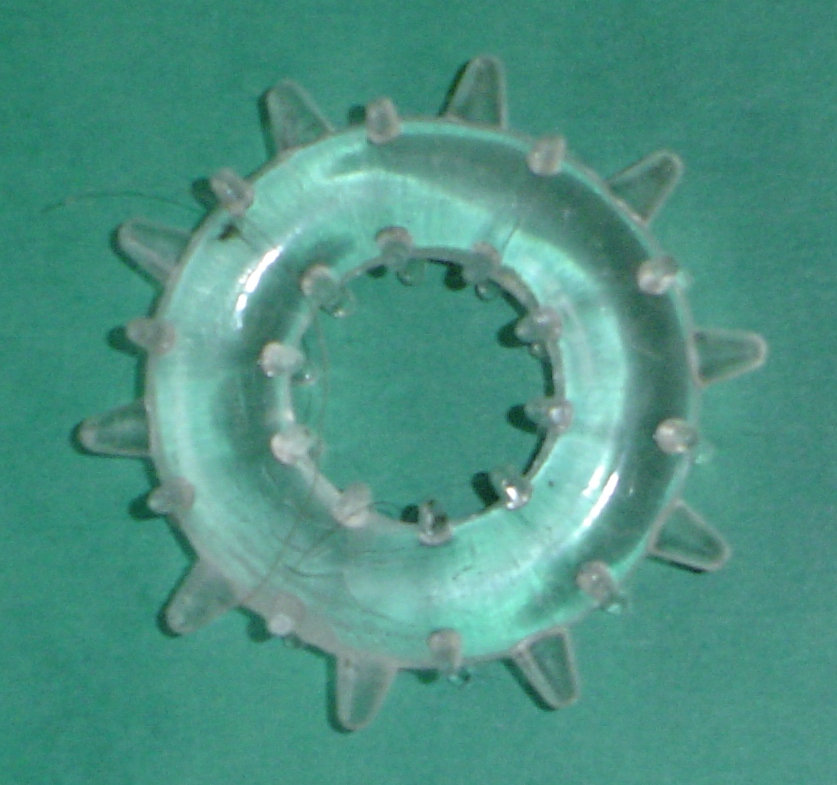
Кольцо-насадка на половой член

Насадки на половой член служат для дополнительной стимуляции стенок влагалища и клитора, что ускоряет наступление оргазма у женщины.
Эрекционные кольца применяются для поддержания состояния эрекции у мужчин с половой дисфункцией. Их действие основано на предотвращении быстрого оттока крови за счёт плотного обхвата основания полового члена. Эрекционные кольца изготавливаются из силикона, существуют варианты со стимулятором клитора в виде мягкой шишечки. Одна из разновидностей — насадка на половой член для дополнительной стимуляции предвагинальной зоны и области клитора женщины.
Кроме того, существуют насадки, препятствующие введению полового члена на всю длину, предназначенные для пар, в которых длина пениса мужчины значительно преобладает над глубиной влагалища женщины.

### Шарики

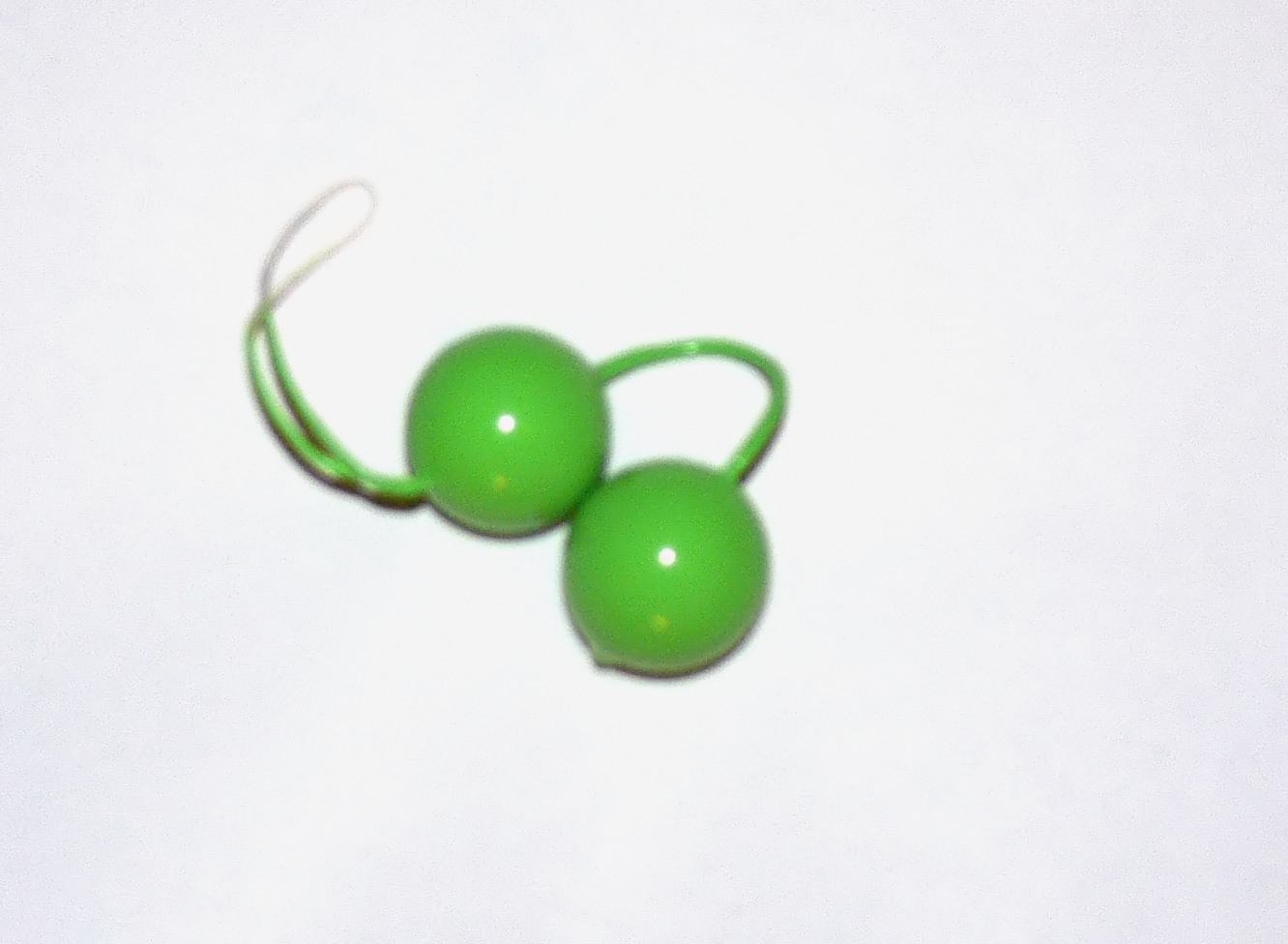
Вагинальные шарики

Вагинальные шарики — сексуальные игрушки, служащие для укрепления и развития мышц влагалища (это особенно актуально для женщин после родов, у которых ослаблены мышцы влагалища), а также для того, чтобы вызвать дополнительное возбуждение. Небольшого размера шарики, как правило, изготовленные из пластика, помещаются во влагалище. Иногда шарики дополняют механизмом вибрации. Вагинальные шарики, в отличие от большинства других сексуальных игрушек, можно использовать не только в интимной обстановке — их часто носят в себе во время работы, прогулки и пр.
Впервые вагинальные шарики появились в Японии сотни лет назад. Традиционный набор бэн-ва состоит из двух полых блестящих металлических шариков, один из которых частично наполнен ртутью. Размер может варьироваться, но обычно имеют размер с абрикос. Дорогие наборы делают из серебра и даже золота, но обычно применяется отшлифованная сталь, а в наши дни — пластмасса. Полый шар вводится глубоко во влагалище, а за ним следует второй, наполненный ртутью. Затем женщина ложится или раскачивается в кресле. Когда она медленно раскачивает бёдрами, ртуть во втором шаре катается взад-вперёд, постоянно подталкивая первый шар к шейке матки. Вибрации передаются всему влагалищу, клитору, половым губам, а внутри — и самой матке.
Анальные шарики — отличаются от вагинальных тем, что помещаются в анальное отверстие. Эти шарики обычно имеют меньший диаметр, чем вагинальные. Существуют также комбинированные шарики, которые могут быть использованы как для влагалища, так и для ануса.

### Секс-набор
Секс-набор (эротический набор) — это комплект разнообразных игрушек, наборы могут состоять из различных комбинаций игрушек. Эротические наборы используются для внесения разнообразия в сексуальную жизнь.

### Секс-куклы
Секс-куклы — игрушки, имитирующие полового партнёра. В большинстве своём куклы имитируют женское тело, но встречаются и образцы, имитирующие тело мужчины. Куклы изготавливаются из мягкого эластичного материала, обычно это надувные игрушки из латекса или полиэтилена. Существуют разновидности из плотных синтетических пеноматериалов. Куклы имеют отверстия и углубления, и увлажнения, имитирующие влагалище, анус и рот (куклы для женщин имеют прикреплённый фаллоимитатор). Могут комплектоваться дополнительными вибростимуляторами, обогревателями (для нагрева куклы до нормальной температуры человеческого тела), устройствами выделения смазки и устройствами для воспроизведения человеческой речи.
Куклы могут использоваться как для мастурбации, так и для секса.

### Вакуумные помпы
Вакуумная помпа — устройство, действие которого основано на откачивании воздуха из зоны воздействия, в результате чего снижается внешнее давление на половой член, что вызывает прилив крови в пещеристые тела и эрекцию. Вакуумный массаж повышает чувствительность и активность, а зачастую и избавляет от импотенции. Вакуумные помпы делятся на мужские (служат для стимуляции полового члена) и женские (грудные и клиторальные массажеры). Считается, что история создания вакуумных помп связана с наблюдением эрекции у лётчиков при подъёме самолетов на большую высоту, где давление значительно ниже, чем на поверхности земли.

### Садо-мазо атрибутика
К садо-мазо атрибутике относят предметы, используемые в БДСМ-практике. К этим предметам относят приспособления для связывания и обездвиживания (верёвки, наручники, кляпы, кандалы, колодки, цепи и тому подобное), бичевания (плётки, хлысты, стеки и тд.), фетиш-атрибутику (маски, парики и прочее).

### Эротическое бельё
Эротическое бельё — это бельё, служащее для усиления возбуждения партнёров. Его действие основано на том, что частичное обнажение иногда может возбуждать в большей степени, чем полная нагота. Некоторые виды эротического белья изготавливаются из кожи (как искусственной, так и натуральной) и латекса.

### Секс-мебель
Секс-мебель — различные устройства, помогающие совершать половой акт в позициях, не доступных при обычных условиях, а также помогающие снизить нагрузку на партнёров во время полового акта.
К секс-мебели относят эротические качели, подушки специальной формы и пр.

### Секс-машины

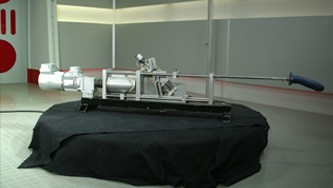
Секс-машина

Секс-машина — различные механические устройства, имеющие двигатели, колеса, систему управления и др. особенности. Могут быть как антропоморфными (секс-роботы), так и не иметь ничего общего по форме с человеком. Бывают различных размеров. Имеют систему, содержащую фаллоимитатор или вибратор, укреплённую на совершающей движения платформе или штанге. Могут комплектоваться также устройствами, создающими изображение, издающими звуки или играющими музыку и/или светомузыку. Управление может быть как полностью автоматическим, так и производиться самим человеком, либо осуществляться партнёром, в том числе удалённо (см. Киберсекс, Теледильдоника). Питание секс-машин может осуществляться как от батареек, так и от бытовой сети.
Существуют секс-машины, которые приводятся в движение усилием человека, использующего их (например, с помощью раскачивающих движений).